# 2021 en Corée du Nord
Événements au cours de l'année 2021 en Corée du Nord.

## Titulaires
| Photo | Poste                                                 | Nom            |
| ----- | ----------------------------------------------------- | -------------- |
|       | Secrétaire général du Parti des travailleurs de Corée | Kim Jong Un    |
|       | Président de l'Assemblée populaire suprême            | Choe Ryong-hae |

## Événements
En cours — Pandémie de COVID-19 en Corée du Nord
- A partir du 5 janvier – Le 8ème Congrès du Parti des Travailleurs de Corée[1].
- 10 janvier - Le 8e congrès du Congrès rétablit les fonctions opérationnelles du secrétaire général du Parti des travailleurs de Corée, titre précédemment attribué «éternellement» à Kim Jong-il, et y élit Kim Jong-un.
- Le 14 janvier, un défilé militaire a eu lieu sur la place Kim Il-sung au cours duquel des missiles balistiques ont été révélés, après une réunion du Parti des travailleurs de Corée organisée par Kim Jong-un pour s'opposer à "l'hostilité américaine" croissante. L'Agence centrale de presse coréenne a annoncé que les armes nucléaires présentées pourraient "détruire de manière préventive et complète tout ennemi en dehors de notre territoire"[2].

## Décès
- 4 février - Ri Jae-il, homme politique, premier directeur adjoint du Département de la propagande et de l'agitation (né en 1935)[3].
- 13 décembre - Kim Yong-ju, homme politique et frère cadet de Kim Il-sung (né en 1920).

## Sources et références
1. ↑  « (2nd LD) N.K. leader vows to boost defense capabilities at party congress », en.yna.co.kr (consulté le 7 janvier 2021)
2. ↑  « North Korea rolls out submarine-launched missiles at military parade »
3. ↑  « N. Korean Propaganda Official Ri Jae-il Dies at Age 86 », world.kbs.co.kr (consulté le 6 février 2021)